# Mary Wineberg
Mary Wineberg (nacida el 30 de enero de 1980 como Mary Danner en Brooklyn, Nueva York 3 de enero de 1980) es una atleta estadounidense de Cincinnati y medallista olímpica de oro en las competencias de 4 x 400 metros de relevo.
Mary Wineberg hizo su debut olímpico para los Estados Unidos en los Juegos Olímpicos de 2008 en Pekín, donde compitió en los 400 metros y ganó una medalla de oro. Wineberg, quien está casada con un decatleta universitario All-American, empezó desde niña su carrera como atleta en las carreras callejeras de Brooklyn. Winiberg también es entrenadora de atletismo voluntaria para su alma mater de Cincinnati.